# توا
توا (انگلیسی: TOA) شرکت الکترونیک ژاپنی است، که در سال ۱۹۴۹ تأسیس شد.